# Nersac
Nersac – miejscowość i gmina we Francji, w regionie Nowa Akwitania, w departamencie Charente.
Według danych na rok 1990 gminę zamieszkiwały 2 433 osoby, a gęstość zaludnienia wynosiła 263 osób/km² (wśród 1467 gmin regionu Poitou-Charentes, Nersac plasuje się na 108. miejscu pod względem liczby ludności, natomiast pod względem powierzchni na miejscu 871.).